# Ералдо Монцельо
Ералдо Монцельо (на италиански: Eraldo Monzeglio) е бивш италиански футболист, защитник и треньор.

## Кариера
В деветнадесетгодишната си кариера като защитник, която продължава от 1924 до 1943 г., той играе за Казале, Болоня и Рома. С Болоня той е шампион от сезон 1928/29, спечелвайки и 2 турнира „Митропа“ през 1932 и 1934 г.
На международно ниво, Монцельо играе за италианския национален отбор 35 пъти, с който също печели два финала на Световното първенство по футбол през 1934 и 1938 г. Заедно с Джузепе Меаца и Джовани Ферари е един от тримата италиански футболисти, които печелят 2 световни първенства.

### Треньорска кариера
Въпреки успехите и славата си като футболист, след края на Втората световна война обаче, Монцельо първоначално привлича негативи, заради политическите си възгледи и близкото си приятелство с италианския фашистки диктатор Бенито Мусолини, както и ролята му на личен треньор на Мусолини. Монцельо по-късно става треньор, ръководи италианските отбори Комо, Про Сесто, Наполи, Сампдория, Ювентус, както и Кясо в Швейцария. Ералдо Монцельо умира в Торино на 3 ноември 1981 г. на 75-годишна възраст. През 2013 г. той е посмъртно включен в Италианската футболна зала на славата.

## Отличия

### Футболист
Болоня
- Серия А: 1928/29
- Купа Митропа: 1932, 1934

Италия
- Купа на Централна Европа по футбол: 1927/30, 1933/35[7][8]
- Световно първенство по футбол: 1934, 1938

### Треньор
Наполи
- Серия Б: 1949/50

### Индивидуални
- Световно първенство отбор на турнира: 1934[9]
- Семинаторе д'оро: 1959/60
- Зала на славата на Италия по футбол: 2013 (посмъртно)